# テレビ高知
株式会社テレビ高知（テレビこうち、英: TV KOCHI BROADCASTING CO., LTD.）は、高知県を放送対象地域とし、テレビジョン放送事業を行っている特定地上基幹放送事業者である。
略称はKUTV（Kochi UHF TeleVision）で、ホームページ等では社名併記でKUTVテレビ高知と記載されている。JNN加盟・TBSテレビ（現）系列局。

## 概要
テレビ高知の大口出資者には読売新聞社や朝日新聞社といった全国紙を手掛ける大手新聞社が名を連ねており、毎日新聞社、産経新聞社もわずかではあるが出資している。

### ネットがJNNに決まった経緯
テレビ高知はもともとフジテレビ系列での開局を予定し準備を進めていたが、開局間際にTBS系列へ切り替えた（一時みられた高知放送のネットチェンジへの動きや、後述の読売新聞社・朝日新聞社・毎日新聞社との資本関係を踏まえた日本テレビ系列・NETテレビ系列とのクロスネットも検討されていたかは不明。後に、高知県を放送対象地域とするフジテレビ系列局として、高知さんさんテレビが1997年4月1日に開局している）。
一方で高知放送（日本テレビ系列）では1局時代にTBS・NETテレビ・フジテレビからも一般番組の番販やスポンサードネットを相当数受け入れていたが、テレビ高知のフジテレビ系列での開局の動きを見て、TBSとのさらなる関係強化を図るために1969年に朝7時台のニュース番組のネットをTBSに変更したことで日本テレビとの間で大きな問題となり、TBS系列へのネットチェンジを社内でも検討されるほどになったが、テレビ高知がTBS系列に切り替えたことでネットチェンジを断念したという。

開局当時、キー局・TBSの新聞資本は一本化されておらず、またテレビ高知設立の経緯からも毎日新聞との関係は薄く、読売新聞や朝日新聞との関係の方が深い。なお、読売新聞は日本テレビの資本を通じて高知放送とも関係が深い。

県紙の高知新聞は高知放送の筆頭株主であることからマスメディア集中排除の観点上、開局段階ではテレビ高知には出資せず、その後も上位10社以内の株主には入っていない。JNN結成後に新規開局したフルネット局では本来、県域紙を手掛ける地元新聞社の後援が加盟の前提とされているが、高知新聞社側の事情と、元々フジテレビ系列での開局で準備していた経緯とが重なったことから、当時TBSに出資していた朝日・毎日・読売の3大大手紙が代わりに保証する形でJNNへの加盟に漕ぎ着けた。

### その他
- 1994年10月31日にTBS系で放送された、高知県を舞台としたテレビドラマ『私は貝になりたい』（所ジョージ主演のリメイク版）の制作にも協力した[注釈 3]。
- 「探偵!ナイトスクープ」で当局局員が探偵のVTRに出演したことがある。なお当時の当番組は19時というゴールデンタイムに放送されていた。
- 1998年4月にスーパー戦隊シリーズなども含めたアニメ・特撮番組をほぼ全て打ち切る大改編を実施したが、僅か3か月で元に戻された。

## 本社・支社所在地
- 本社
  - 高知県高知市北本町三丁目4番27号
- 東京支社
  - 東京都中央区銀座三丁目14番10号 第一恒産ビル
  - 2013年2月末まで、銀座四丁目14番11号 77ビル4階に入居していた。
- 大阪支社
  - 大阪府大阪市北区堂島浜一丁目4番16号 アクア堂島NBFタワー7階
- 中村支局
  - 高知県四万十市中村大橋通六丁目9番21号 中村電気ビル4階

## 資本構成
企業・団体の名称、個人の肩書は当時のもの。出典：

### 2021年3月31日
| 資本金 | 発行済株式総数 | 株主数 |
| ------ | -------------- | ------ |
| 3億円  | 30,000株       | 58     |

| 株主                 | 株式数  | 比率   |
| -------------------- | ------- | ------ |
| TBSホールディングス  | 4,200株 | 14.00% |
| 朝日新聞社           | 2,400株 | 08.00% |
| 読売新聞グループ本社 | 2,100株 | 07.00% |
| 四国銀行             | 1,500株 | 05.00% |
| 高知銀行             | 1,500株 | 05.00% |
| 南雅人               | 1,250株 | 04.17% |
| 高知県               | 1,200株 | 04.00% |
| 四銀総合リース       | 1,200株 | 04.00% |
| 有垣社               | 1,200株 | 04.00% |
| 宇田耕也             | 1,200株 | 04.00% |

## 沿革
- 1968年（昭和43年）11月29日 予備免許交付。
- 1969年（昭和44年）4月8日 会社設立。
- 1970年（昭和45年）
  - 4月1日 開局。同時にJNNに加盟[10]。
  - 8月21日 台風10号で社屋に浸水。KUTVの全ての番組を賄うマスター（主調整室）もこの台風に影響を受け48時間停波。
  - 8月23日 台風10号による本社マスター（主調整室）の復旧に時間を要することからTBSはKUTVの仮設マスターを緊急設置し、ここからの裏送りで放送再開、また本社から台風の被害・復旧状況を報告。
  - 8月31日 本社マスターが復旧し正常放送を復帰（但し、手動運行）
- 1971年（昭和46年）
  - 1月 TBSから同社の初代3号中継車を譲り受ける[11]。
  - 4月1日 前年の台風10号以来、APC完全回復
- 1976年（昭和51年）1月 日本では初めて全面的にENG取材になる。番組名は「イブニングKOCHI」[12]。
- 1992年（平成4年）4月1日 同日開始の山陰放送と共にTBS系では最後に音声多重放送を開始(高知放送テレビと同日)。
- 2006年（平成18年）
  - 6月1日 烏帽子山送信所から地上デジタル放送試験電波の送信を開始（アナログテレビ放送に使用中の鉄塔をエフエム高知（FMラジオ放送）、高知放送（デジタルテレビ放送）と共同使用。送信局舎は既存のアナログ送信施設を継続使用。）
  - 6月26日 デジタル放送対応のマスターへ更新。（東芝製）
  - 8月4日 烏帽子山送信所から地上デジタル放送試験放送を開始（アナログ放送と同一内容を放送。本放送開始まで局名、コールサイン、試験放送中のテロップがテレビ画面に表示された）。
  - 10月1日 烏帽子山送信所から地上デジタル放送本放送を開始。また、県内のNHKと他の民放2局と初めて共同制作した『高知地上デジタル放送キックオフ宣言!』という番組を13:00 - 13:30に4局同時に放送した。
- 2015年（平成27年）4月1日 深夜から早朝にかけてのフィラー（放送休止時間帯）に「TBSニュースバード」のサイマル放送を開始。終夜放送を開始した。

## ネットワークの移り変わり
- 1970年（昭和45年）4月1日 フジテレビ系列局として開局が予定されていたが、TBS系列局として開局。高知放送と違い正式にJNNに加盟（※高知放送は番組販売に留まる）。フジテレビの番組は一部番組販売ネットに留まる。また、一部番組販売ネットはNETテレビ（腸捻転時代の毎日放送を含む）・東京12チャンネル・独立UHF局も含まれていた（※どちらも高知放送との共有である）。但し、『ナショナル劇場』『部長刑事』など一部TBS系番組はテレビ高知開局後もしばらくの間はスポンサーや番販購入枠の関係で高知放送にネットされていた。
  - 開局直後、台風10号の直撃により送信所が停波し、さらにマスターが水没する被害に見舞われた。TBSテレビ・朝日放送・山陽放送の協力により、52時間後に放送を再開するが、マスターの復旧に約1週間を要したことから、TBSテレビが赤坂の局舎内にテレビ高知向けの臨時マスターを仮設の上、同局の番組編成に合わせて素材回線で裏送りするという非常手段を取ったため、当時テレビ高知が番販購入していたフジテレビ・NETテレビ・東京12チャンネルの時差ネット番組を各局の協力のもと素材の提供を受け、TBSから送り出すという異例の措置が取られた（出典：テレビ高知十年史[要ページ番号]）。
- 1975年（昭和50年）3月31日 腸捻転解消により、大阪発の準キー局が朝日放送から毎日放送に変更し、高知放送で放送されていた毎日放送制作番組が移行される。ただし、NETテレビ系列（現在のテレビ朝日系列）に変更された朝日放送制作番組の一部は、高知放送と並行して放送された番組もある。
- 1997年（平成9年）4月1日 高知さんさんテレビの開局により、一部アニメなどの再放送を除いたフジテレビ系列の全番組が高知さんさんテレビへ移行。

## 社史・記念誌
- テレビ高知開局十周年記念出版 テレビ高知十年史（テレビ高知・編纂） 1980年3月1日発行、348ページ。
- あるばむ20  テレビ高知開局二十周年記念誌（テレビ高知・編） 1990年4月発行、219ページ。
- テレビ高知と私 テレビ高知30年史（テレビ高知・編） 2000年12月発行、496ページ。

## テレビ送信所
基幹局
- 送信所：高知 物理チャンネル19ch
- 呼出名称：テレビ高知デジタルテレビジョン
- コールサイン：JORI-DTV
- リモコンキーID：6

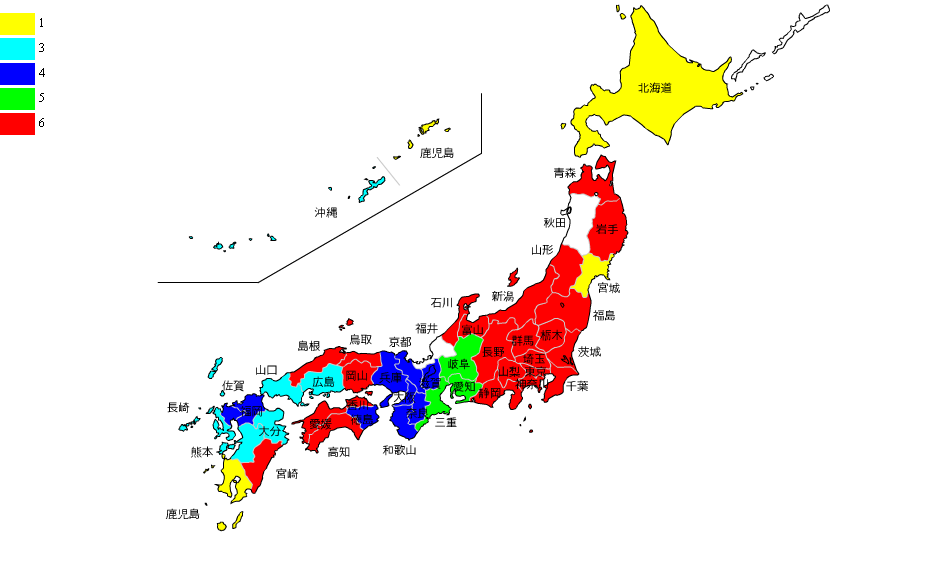
JNN系列のリモコンキーID地図

- 3桁：061、062、063、066（臨時用）、268（Gガイド）、661（ワンセグ用）。

中継局
- 虚空蔵　18ch　出力30W　デジタル新局
- 土佐町　18ch　出力3W
- 窪川　31ch　出力1W
- 中村　27ch　出力100W
- 宿毛平田　41ch　出力1W
- 宿毛　24ch　出力10W
- 安芸　18ch　出力10W
- 佐川　27ch　出力3W
- 須崎　31ch　出力10W
- 中土佐　27ch　出力0.3W
- 本山　27ch　出力1W
- 大豊　36ch　出力1W
- 豊永　27ch　出力1W
- 吾川　27ch　出力1W
- 土佐清水　41ch　出力3W
- 室戸　27ch　出力3W
- 室戸岬　19ch　出力3W
- 梼原　27ch　出力1W
- 中村佐岡　41ch　出力1W
- 大正　18ch　出力3W
- 馬路　27ch　出力0.3W
- 北川　27ch　出力0.3W
- 物部　18ch　出力1W
- 窪川興津　48ch　出力0.1W
- 大野見　27ch　出力0.3W
- 矢井賀　31ch　出力0.1W
- 土左葉山　27ch　出力0.3W
- 東津野　31ch　出力1W
- 池川　47ch　出力0.3W
- 仁淀　18ch　出力1W
- 佐喜浜　18ch　出力1W
- 小筑紫　27ch　出力1W
- 大月弘見　27ch　出力1W
- 土佐大月　27ch　出力1W
- 下川口　27ch　出力0.05W
- 南国八京　27ch　出力0.01W
- 伊野鹿敷　27ch　出力0.01W
- 東洋名留川　27ch　出力0.01W
- 東洋甲浦　35ch　出力0.05W
- 安田　32ch　出力0.05W
- 室戸領家　41ch　出力0.3W
- 沖ノ島母島　27ch　出力0.01W
- 沖ノ島弘瀬　27ch　出力0.01W
- 南国亀岩　27ch　出力0.01W

### アナログ放送
2011年7月24日停波時点
基幹局
- 高知　烏帽子山送信所（コールサイン：JORI-TV）38ch　映像出力10kW　音声出力2.5kW
- なお、JNN系列局で、アナログ親局に38チャンネルを使用するのは、本局の他に青森テレビとテレビ山口のみ。

中継局
- 高知五台山（こうちごだいさん）　60ch　映像出力3W　音声出力0.75W
- 高知福井　62ch　映像出力3W　音声出力0.75W
- 高知加賀野井（こうちかがのい）　61ch　映像出力1W　音声出力0.25W
- 高知一宮（こうちいっく）　49ch　映像出力0.1W　音声出力0.025W
- 高知御畳瀬（こうちみませ）　52ch　映像出力0.1W　音声出力0.025W
- 高知横浜　57ch　映像出力0.1W　音声出力0.025W
- 土佐市戸波（とさしへわ）35ch　映像出力3W　音声出力0.75W
- 南国亀岩　48ch　映像出力0.1W　音声出力0.025W
- 南国白木谷　36ch　映像出力0.1W　音声出力0.025W
- 南国八京　56ch　映像出力0.1W　音声出力0.025W
- 伊野　57ch　映像出力3W　音声出力0.75W
- 伊野是友　49ch　映像出力0.1W　音声出力0.025W
- 伊野鹿敷　47ch　映像出力0.1W　音声出力0.025W
- 伊野八田　61ch　映像出力0.1W　音声出力0.025W
- 物部　52ch　映像出力10W　音声出力2.5W
- 山田神母ノ木（やまだいげのき） 54ch　映像出力0.1W　音声出力0.025W
- 山田杉田（やまだすいた） 49ch　映像出力0.1W　音声出力0.025W
- 土佐町　62ch　映像出力30W　音声出力7.5W
- 本山　 32ch　映像出力10W　音声出力2.5W
- 大豊　37ch　映像出力10W　音声出力2.5W
- 大豊豊永　31ch　映像出力10W　音声出力2.5W
- 大豊西峰　59ch　映像出力3W　音声出力0.75W
- 安芸　22ch　映像出力30W　音声出力7.5W
- 馬路　60ch　映像出力3W　音声出力0.75W
- 北川　54ch　映像出力3W　音声出力0.75W
- 安田　51ch　映像出力0.1W　音声出力0.025W
- 安田井の岡　42ch　映像出力0.1W　音声出力0.025W
- 田野　52ch（垂直偏波）映像出力0.1W　音声出力0.025W
- 芸西瓜生谷（げいせいうりうだに）48ch　映像出力0.1W　音声出力0.025W
- 室戸　55ch（垂直偏波）映像出力30W　音声出力7.5W
- 室戸岬　31ch　映像出力30W　音声出力7.5W
- 室戸佐喜浜　34ch　映像出力10W　音声出力2.5W
- 室戸領家　 58ch　映像出力3W　音声出力0.75W
- 東洋野根　57ch　映像出力10W　音声出力2.5W
- 東洋甲浦　56ch　映像出力10W　音声出力2.5W
- 東洋名留川　40ch　映像出力0.1W　音声出力0.025W
- 須崎　58ch　映像出力30W　音声出力7.5W
- 須崎久通　57ch　映像出力0.1W　音声出力0.025W
- 須崎小浜　45ch　映像出力0.1W　音声出力0.025W
- 須崎岡場　62ch　映像出力0.1W　音声出力0.025W
- 須崎西糺（すさきにしただす）47ch　映像出力0.1W　音声出力0.025W
- 梼原　58ch　映像出力10W　音声出力2.5W
- 東津野　57ch　映像出力10W　音声出力2.5W
- 葉山　47ch　映像出力3W　音声出力0.75W
- 葉山杉ノ川　49ch　映像出力0.1W　音声出力0.025W
- 中土佐　22ch　映像出力3W　音声出力0.75W
- 中土佐大野見　58ch　映像出力3W　音声出力0.75W
- 中土佐矢井賀　59ch　映像出力1W　音声出力0.25W
- 中土佐上ノ加江　61ch 映像出力0.1W　音声出力0.025W
- 佐川　31ch　映像出力30W　音声出力7.5W
- 佐川松崎　62ch　映像出力0.1W　音声出力0.025W
- 吾川　58ch　映像出力10W　音声出力2.5W
- 仁淀　46ch　映像出力10W　音声出力2.5W
- 池川　37ch　映像出力3W　音声出力0.75W
- 窪川　58ch　映像出力10W　音声出力2.5W
- 窪川琴平　46ch　映像出力1W　音声出力0.25W
- 窪川興津　61ch　映像出力1W　音声出力0.25W
- 窪川志和　62ch（垂直偏波）映像出力0.1W　音声出力0.025W
- 大正　59ch　映像出力10W　音声出力2.5W
- 大正大奈路　43ch　映像出力0.1W　音声出力0.025W
- 大正中津川　43ch　映像出力0.1W　音声出力0.025W
- 十和　44ch　映像出力10W　音声出力2.5W
- 中村　32ch　映像出力500W　音声出力125W
- 中村佐岡　60ch　映像出力10W　音声出力2.5W
- 中村古津賀　52ch　映像出力0.1W　音声出力0.025W
- 土佐佐賀　57ch　映像出力3W　音声出力0.75W
- 宿毛（すくも）38ch　映像出力100W　音声出力25W
- 宿毛平田　59ch　映像出力10W　音声出力2.5W
- 宿毛小筑紫（すくもこづくし）45ch　映像出力10W　音声出力2.5W
- 宿毛城山　42ch　映像出力0.1W　音声出力0.025W
- 宿毛桜町　62ch　映像出力0.1W　音声出力0.025W
- 宿毛志沢尾　62ch　映像出力0.1W　音声出力0.025W
- 宿毛沖の島母島（すくもおきのしまもしま）　49ch（垂直偏波）映像出力0.1W　音声出力0.025W
- 宿毛沖の島弘瀬　62ch　映像出力0.1W　音声出力0.025W
- 大月　51ch　映像出力10W　音声出力2.5W
- 大月弘見　56ch　映像出力10W　音声出力2.5W
- 土佐清水　22ch　映像出力30W　音声出力7.5W
- 土佐清水下川口　55ch　映像出力1W　音声出力0.25W
- 土佐清水窪津　52ch　映像出力0.1W　音声出力0.025W

## マスコットキャラクター
- 2020年1月から開局50周年を記念して新マスコットキャラクター「ろくろう」が採用された。KU-TVと書かれた大きなサングラスとギターが特徴である。
  - また「ろくろう」の相棒として数字の「6」をモチーフにした「ろくちゃん」がいる。
- 2000年から2019年12月31日までは「かっとびくん」がマスコットキャラクターであった。容姿は、テレビ高知の略称・KUTVの頭文字「K」を模った体が特徴。赤い体に黄色い長靴を履いている。

## 主な番組
現在の番組の詳細は、公式サイトの番組表を参照。

### 自社制作番組
- からふる（平日 18:15 - 18:55）
- KUTVニュース（金曜 22:54 - 23:00、土曜 21:54 - 22:00、日曜 22:54 - 23:00）
- 県民ニュース（月曜・水曜 18:55 - 19:00）
- ホットインフォメーション（平日 11:19 - 11:30）
- あすコレ!（金曜 16:25 - 16:50、再放送 土曜 9:55 - 10:20）[13]
- がんばれ高知!!eco応援団（日曜 11:00 - 11:20）[注釈 7]
- テレビホームドクター（日曜 11:20 - 11:30）
- ここだけのはなし。（毎月第2・4土曜 17:00 - 17:30）[注釈 8][14]
- ニワカさんも語りたい（公式YouTubeチャンネルで配信、地上波放送は不定期）
- キテレツが咲く（最終水曜 19:00 - ）
- tosaものがたり（3:00前に放送終了した場合の時間調整番組）

### TBS系列遅れネット番組
- 週刊さんまとマツコ（水曜 1:00 - 1:30〈火曜深夜〉）
- 西乃風ブラン堂（水曜 23:56 - 翌0:26、毎日放送制作）
- ジンギス談!（木曜 0:26 - 0:56〈水曜深夜〉、北海道放送制作）
- よしもと新喜劇NEXT〜小籔千豊には怒られたくない〜（木曜 1:00 - 1:30〈水曜深夜〉、毎日放送制作）
- 有吉ジャポンII ジロジロ有吉（日曜 1:28 - 1:58〈土曜深夜〉）
- サンデージャポン（日曜 13:00 - 14:24）

### テレビ朝日系列番組
- 水曜どうでしょうClassic（平日 16:20 - 16:50、北海道テレビ制作）
- じゅん散歩（月曜・火曜・木曜 10:25 - 10:50）
- 相席食堂（月曜 23:56 - 翌0:56、朝日放送テレビ制作）[注釈 9]
- かまいガチ（火曜 1:00 - 1:30〈月曜深夜〉）
- 探偵!ナイトスクープ（火曜 23:56 - 翌0:51、朝日放送テレビ制作）
- 題名のない音楽会（土曜 9:25 - 9:55）
- テレビ朝日水曜21時枠刑事ドラマ（土曜 13:00 - 13:54、現在は『相棒 SEASON23』を放送）[注釈 10]
- くりぃむナンタラ（日曜 0:28 - 0:58〈土曜深夜〉）
- スーパー戦隊シリーズ（日曜 6:15 - 6:45、現在は『ナンバーワン戦隊ゴジュウジャー』を放送）
- ワールドプロレスリング（月曜 0:55 - 1:25〈日曜深夜〉）
- 家事ヤロウ!!!（不定期放送）
- M-1グランプリ（朝日放送テレビ制作、毎年正月に放送）

### テレビ東京系列番組
- ドラマ24（金曜 1:00 - 1:40（木曜深夜））
- 出川哲朗の充電させてもらえませんか?（土曜 14:00 - 14:54）
- 忘却バッテリー（日曜 1:28 - 1:58（土曜深夜））
- 開運!なんでも鑑定団（日曜 10:00 - 11:00、再放送・土曜 12:00 - 13:00）

### その他
- Music B.B.（月曜 2:23 - 2:52〈日曜深夜〉）

## 終了した番組

### 自社制作番組
- じゃらん!じゃらん!
  - 高知放送の『公園どおりのウィークエンド』と完全にバッティング。時間帯を変更し、じゃらん!2モーニングとして放送したが、2015年9月19日の放送をもって終了
- はらたいらのおらんく風土記
  - 高知県出身の漫画家・はらたいらが高知県内各地を訪れた人情ドキュメンタリー番組。
- ナイスU
- 素敵発見！人だより
- ふるさとの記憶〜おらんく風土記〜
  - 上記のはらたいらのおらんく風土記のアーカイブ放送
- GENKI情報局※HD
- HYPERGetちゅう※HD
- MELODY MAKER
- music Moove
- UTATOPIA（うたとぴあ）
- トロイカ ※HD
- KUTVセレナーデニュース
- KUTVスポットニュース
- こんにちはNTTです
- アイラブミュージック
- 真紀ちゃんの出前クイズ
- きょうも安全運転
- テレっちのたまご
- イブニングKOCHI
- 歌って走ってキャラバンバン
- これはスポーツです。 〜今日もゲーム実況ちゅう〜
- あさコレ!

### テレビ朝日系列番組
★印は、番組自体は継続中
料理
- 上沼恵美子のおしゃべりクッキング（朝日放送テレビ制作）

バラエティ
- 国分太一・美輪明宏・江原啓之のオーラの泉※HD
- アドレな!ガレッジ※HD
- Matthew's Best Hit TV+
- 欽ちゃんのどこまでやるの!?
- 藤井陣内のザ・レジェンド
- 志村&鶴瓶のあぶない交遊録
- 内村プロデュース
- マグロに賭けた男たち※HD
- 学べる!!ニュースショー!
- Can!ジャニ
- パネルクイズ アタック25（朝日放送テレビ制作）
- お笑いアフタドゥーン
- キスした?SMAP（朝日放送テレビ制作）
- 徹子の部屋★
- 今すぐ使える豆知識 クイズ雑学王
- 天才をつくる!ガリレオ脳研
- 『ぷっ』すま
草彅剛の出演自粛期間中は『学べる!!ニュースショー!』を放送していたが、2009年6月に放送を再開。その後一旦休止を経て2014年4月から遅れネットを続けた。
- シルシルミシル
- そうだったのか!学べるニュース
- Oh!どや顔サミット
- マツコ&有吉の怒り新党（2013年3月に打ち切り）
- ビッグワイド60分
- タモリ倶楽部
- 8時だJ
- SHOW-NEN J（朝日放送テレビ制作）
- なんじゃそら三人組（朝日放送テレビ制作）
- ここがポイント!!池上彰解説塾
- おにぎりあたためますか（2015年3月に打ち切り）
- 坂上忍の成長マン!!（2015年3月に打ち切り）
- 中居正広のミになる図書館
- 世界の村で発見!こんなところに日本人（朝日放送テレビ制作）
- くりぃむクイズ ミラクル9★
- ビートたけしのTVタックル★（2023年6月に打ち切り）

ドラマ
- 必殺シリーズ（ABC制作・腸捻転解消の前後を通じて放送）
- 西部警察
- 月曜ドラマ・イン（土曜日19時台に放送されていた時期あり）
- 東映制作刑事ドラマ ※HD
  - 特捜最前線、はぐれ刑事純情派、さすらい刑事旅情編、風の刑事・東京発!、はみだし刑事情熱系、相棒、刑事部屋、警視庁捜査一課9係、さくら署の女たち、PS -羅生門-
- 特別機動捜査隊
- ザ・ゴリラ7
- 燃える捜査網
- 大非常線
- テレビ朝日土曜8時枠時代劇（一部例外あり）→テレビ朝日木曜7時枠時代劇→月曜時代劇→火曜時代劇
- 世なおし奉行
- 狼・無頼控（毎日放送制作、腸捻転前）
- 木曜ミステリー
  - 科捜研の女
- X-ファイル
- シカゴホープ
- チャンネルはそのまま!（北海道テレビ制作）
- 土曜ナイトドラマ★
- 金曜ナイトドラマ★

特撮
- スーパー戦隊シリーズ★
  - 当初から一貫してKUTVで放送しているが、『電磁戦隊メガレンジャー』の放送途中（1998.3）で一旦ネット打ち切り（従って一部話数が未放映のまま）。1クールほどの休止を経て改めて『星獣戦隊ギンガマン』からネットを再開した（1998.7）。また編成上の都合で、『救急戦隊ゴーゴーファイブ』と『未来戦隊タイムレンジャー』は一時並行して放送された。
- メタルヒーローシリーズ（1984年にRKCから移動）
  - 宇宙刑事シャイダー→巨獣特捜ジャスピオン→時空戦士スピルバン→超人機メタルダー→世界忍者戦ジライヤ→機動刑事ジバン→特警ウインスペクター→特救指令ソルブレイン→特捜エクシードラフト→特捜ロボ ジャンパーソン→ブルースワット→重甲ビーファイター→ビーファイターカブト→ビーロボカブタック→テツワン探偵ロボタック

※『ビーロボカブタック』の放送途中（1998.3）で一旦ネット打ち切り（従って一部話数が未放映のまま）。1クールほどの休止を経て改めて『テツワン探偵ロボタック』からネット再開（1998.7）。
- 仮面ライダーシリーズ★[注釈 11]
  - 『仮面ライダークウガ』からネット開始したが、『仮面ライダー剣』の終了と同時に一旦打ち切り。『仮面ライダーギーツ』に限りネット再開。
- がんばれ!ロボコン
- 燃えろ!!ロボコン
- 人造人間キカイダー→キカイダー01
- イナズマン→イナズマンF
- レインボーマン
- アクマイザー3

アニメ
- カリメロ
- デビルマン
- キャンディ・キャンディ
- 花の子ルンルン
- 魔法少女ララベル
- ハロー!サンディベル
- サイボーグ009（第2作）
- The・かぼちゃワイン
- スラムダンク
- 魔女っ子メグちゃん
- 釣りバカ日誌
- 夢戦士ウイングマン（水曜 16:00 - 16:30[15]）
- コンポラキッド（火曜 16:00 - 16:30[15]）
- おジャ魔女どれみ（朝日放送テレビ制作、第1シリーズのみ放送）
- 勇者シリーズ（名古屋テレビ制作）
  - 勇者エクスカイザー→太陽の勇者ファイバード→伝説の勇者ダ・ガーン→勇者特急マイトガイン→勇者警察ジェイデッカー→黄金勇者ゴルドラン→勇者指令ダグオン→勇者王ガオガイガー（途中打ち切り）
- ニャニがニャンだー ニャンダーかめん（名古屋テレビ制作) ※ちなみに本作が名古屋テレビで放映されるアニメ作品最後となっている。後番組の激闘!クラッシュギアTURBO以降は未ネット。

スポーツ
- 全国高校野球選手権大会中継・決勝戦（8月下旬放送、朝日放送テレビ制作。年によっては編成上の都合でネットしない場合があった）

### テレビ東京系列
- テレビ東京金曜夜8時枠時代劇（第2作『よろずや平四郎活人剣』から放送。ただし、第1作『逃亡者 おりん』と第3作『刺客請負人』（第1シリーズ）など一部の作品を除く）※HD
- 死化粧師
- 遊☆戯☆王デュエルモンスターズ
- BLUE DRAGON（第1シリーズのみ放送）
- ハヤテのごとく!（第1シリーズのみ放送）→絶対可憐チルドレン
- まいっちんぐマチコ先生
- 福留の22の21
- 愛と誠
- 忍者キャプター
- 姫ちゃんのリボン（一時期のみ、RKCからのネット移行）
- 魔法少女プリティサミー
- 徳光のTVコロンブス（一時期のみ、RKCからのネット移行）
- のりスタ!
- 赤ずきんチャチャ
- とっとこハム太郎（30分番組時代に放送）→きらりん☆レボリューション
- 極上!!めちゃモテ委員長
- ロックマンエグゼ（第1シリーズのみ放送）
- 超星神シリーズ
  - 超星神グランセイザー→幻星神ジャスティライザー→超星艦隊セイザーX
- 少女雑貨専門 エクボ堂（途中でRKCへネット移行）
- 大江戸捜査網
- しましまとらのしまじろう→はっけん たいけん だいすき! しまじろう★（テレビせとうち制作、2007年4月で一旦打ち切られたが、2008年4月の番組リニューアルと同時に再開するが、『しまじろう ヘソカ』以降は県内未放送）※HD
- ポケモン☆サンデー→ポケモンスマッシュ!
- トコトンハテナ※HD
- 石川遼スペシャル RESPECT 〜ゴルフを愛する人々へ〜
- P-1ゴールドラッシュ
- 今夜もドル箱S★
- 釣り・ロマンを求めて
- 光速電神アルベガス
- 奥さん!2時です（MBSと共同制作）
- プレイガール
- KAIKANフレーズ
- たけしの誰でもピカソ
- 出没!アド街ック天国★（1998年11月打ち切り）
- スキヤキ!!ロンドンブーツ大作戦（一時期のみ）
- クイズところ変われば!?（一時期のみ）
- ポケモンゲット☆TV（2015年3月打ち切り、アニメ版はRKCで放送）
- NARUTO -ナルト- 疾風伝
- ラスト・ドクター〜監察医アキタの検死報告〜
- おそ松さん（第3期のみ）
- SPY×FAMILY
- 昼めし旅 〜あなたのご飯見せてください!〜★
- チェンソーマン
- 怪獣8号
- 爆走兄弟レッツ&ゴー!!（『WGP』まで、『MAX』はさんさんテレビにネット移行）

### フジテレビ系列番組
※高知さんさんテレビ開局まで、○がついている番組はさんさんテレビ開局に伴い同局へ移行したもの。
- 銀河鉄道999
- キテレツ大百科
- Dr.スランプ アラレちゃん
- ドラゴンボール→ドラゴンボールZ→ドラゴンボールGT○
- うる星やつら[注釈 12]→めぞん一刻

※さんさんテレビ開局後でもめぞん一刻の再放送はテレビ高知で放送された。
- ストップ!! ひばりくん!
- ベムベムハンターこてんぐテン丸
- 志村けんのだいじょうぶだぁ（毎週火曜日の19時に放映。2007年以降の特番は○）
- タッチ
- 志村けんのバカ殿様（枠としては○）
- 月曜ドラマランド
- スケバン刑事→スケバン刑事II 少女鉄仮面伝説→スケバン刑事III 少女忍法帖伝奇
- 三枝の愛ラブ!爆笑クリニック→ひらけ!GOMA王国
- SMAP×SMAP（関西テレビ・フジテレビ共同制作）○
- フジテレビ月曜9時枠の連続ドラマ（一時期のみ、火曜日の22時に放映）○
- 柳生一族の陰謀
- 影の軍団シリーズ
- 金メダルへのターン
- スペクトルマン
- ミラーマン
- ロボット刑事
- 火曜ワイドスペシャル○
  - ものまね王座決定戦（一時期のみ）○
  - ドリフ大爆笑○
- ダウンタウンのごっつええ感じ○
- 欽ドン!良い子悪い子普通の子
- パンチDEデート（関西テレビ制作）
- さんまのまんま（関西テレビ制作）○
- テレビ寺子屋（テレビ静岡制作）○
- ものまね珍坊
- さすがの猿飛
- 新造人間キャシャーン
- ヨーロッパ発あなたへ
- ゴールデン洋画劇場（1975年頃、RKCへ移行）
- クイズ!年の差なんて（30分時代（水曜時代）のみネット）
- ぼくパタリロ!
- スペースコブラ
- 健保連のすこやかさん（1977年4月開始時点では同時ネット[16]）

ほか

### その他の番組
- フードジャーナル21
- お笑いマンガ道場（中京テレビ制作。後に、NNS番組になると同時にRKCにネット移行）
- CD NEWS（千葉テレビ制作）
- 洋楽天国 PREMIUM R45（tvk制作）
- 演歌百撰（高知さんさんテレビへ移行）
- ごはんかいじゅうパップ（TOKYO MX制作、不定期放送）
- 内村さまぁ〜ず

## アナウンサー

### 現職アナウンサー

#### 男性
- 2017年 京面龍太郎（育休中）
- 2019年 尾﨑大晟（一時期ニチエンプロダクション所属。2025年4月に復帰）
- 2024年 遠藤弥宙
- 2025年 榎本優樹

#### 女性
- 2006年 藤﨑美希（アナウンス部長）
- 2022年 松岡葵
- 2024年 川見真宵
- 2025年 岡本采子（2月 - ）（元さくらんぼテレビジョン）、髙田結梨

### 過去に所属したアナウンサー

#### 男性
- 1970年
  - 横山和正（ - 1991年）
- 1984年
  - 山本祐輔
- 1992年
  - 藤崎靖啓（9月入社、 - 2021年11月、定年退職。）
- 1993年
  - 保積英夫[17]
- 1996年
  - 杉野康彦
- 1997年
  - 竹内一政（現在は報道局。）
- 2001年
  - 竹内康祐（ - 2011年）
- 2006年
  - 伊藤薫平（4月入社、 - 2015年2月、静岡第一テレビへ移籍。）
- 2014年
  - 石井俊大（ - 2017年、瀬戸内海放送を経てテレビ愛知へ移籍。）
- 2015年
  - 辻歩（4月入社、 - 2017年末、AbemaTVへ移籍。）
- 2018年
  - 久保田康佑（4月入社、 - 2022年2月、事業部へ異動。）
  - 中元翔一（4月入社、 - 2022年、現：ボイスオン所属）
- 2021年
  - 吉丸広人（4月入社、同年12月に岩手朝日テレビへ移籍。）
- 松岡誠司（愛媛朝日テレビ開局時に移籍、後に一般職→2010年10月死去）
- 森博和
- 花岡賢

#### 女性
- 1976年
  - 伊藤周子
- 1986年
  - 和田敦子（報道制作局次長）
- 1988年
  - 尾崎朋代
- 1989年
  - 濱田亜弥（ - 2006年3月）
- 1991年
  - 武内有子（ - 2000年）
- 1995年
  - 河原祥子
  - 児玉真紀
- 1996年
  - 井上圭代[17]
- 2001年
  - 加藤泰子（ - 2005年3月、退社後、中京テレビへ移籍、2008年9月退社）
- 2004年
  - 竹村志麻（南日本放送を退社後に移籍。現在は総合編成局）
- 2005年
  - 高曽根里恵（ - 2013年4月、退社後フリー転向）
- 2010年
  - 畠山園佳（ - 2014年）
- 2014年
  - 中川実咲（4月入社、 - 2021年3月、退社後、教育業界へ）
- 2015年
  - 久保円華（4月入社、 - 2018年9月、セント・フォース所属で2019年4月から2025年3月まで静岡朝日テレビ契約アナウンサー）
- 2017年
  - 木岡真理奈（4月入社、 - 2024年3月、現：名古屋テレビ放送）
- 2018年
  - 福光可奈子（4月入社、 - 2020年6月、退社後、株式会社Adroaig所属ナレーター・声優）
- 2021年
  - 三上萌々（4月入社、 - 2023年6月、現：セント・フォース所属）
  - 平賀吏桜（4月入社、 - 2024年10月、現：テレビ愛知）
- 甲斐千代子（いがしらカンパニー所属で2010年4月より山陰放送契約アナウンサー、2005年に瀬戸内海放送に契約アナウンサーの形で在籍していた）
- 森本祐加
- 谷沿圭子（元TBSアナウンサー松下賢次の妻）
- 谷岡理香（退社後、フリー転向。2003年より東海大学教員）